# 奉州
奉州（ほうしゅう）は、中国にかつて存在した州。唐代に現在の四川省理県一帯に設置された。

## 概要
640年（開元28年）、唐により維州の定廉県が分割されて奉州が置かれた。742年（天宝元年）、奉州は雲山郡と改称された。749年（天宝8載）、郡治が天保軍に移されて、雲山郡は天保郡と改められた。758年（乾元元年）、天保郡は保州と改称された。保州は剣南道に属し、定廉・帰順・雲山・安居の4県を管轄した。763年（広徳元年）、保州は吐蕃に占領された。